# Ofdrykkja
Ofdrykkja (« consommation excessive d'alcool », en vieux norrois) est un groupe suédois de post-punk et de rock dépressif, par la suite tourné vers le post-black metal et la néofolk.

## Histoire
Le groupe est lancé en 2012 par deux anciens membres de « Apati » (2007-2012), Drabbad et Pessimisten, rapidement rejoints par The Associate, Arkomann et Bödeln ; entre les départs et le décès de Bödeln, il ne reste aujourd'hui que les fondateurs ainsi que Ahlström arrivé en 2014. Quatre albums sont produits : A Life Worth Losing (2014), Irrfärd (2017), Gryningsvisor (2019) et After the Storm (2022).